# Marcela Restrepo
Marcela Restrepo (Dosquebradas, 10 de noviembre de 1995) es una futbolista colombiana. Juega en la posición de centrocampista en las Rayadas de Monterrey de la Liga Mx, y representa a Colombia en la Selección nacional femenina de fútbol.

## Carrera

### Selección nacional
Ha representado a Colombia en la Copa América Femenina 2018 en Chile, en los Juegos Centroamericanos y del Cáribe 2018 disputados en Barranquilla donde marcó un gol, así como en los Juegos Panamericanos de 2019 en Perú, en el cual la delegación colombiana ganó la medalla de oro. En 2023 participó en la Copa Mundial Femenina de Fútbol de 2023 en Australia y Nueva Zelanda donde la selección alcanzó cuartos de final y en 2024 participó en el Torneo femenino de fútbol en los Juegos Olímpicos de París 2024 donde la selección llegó hasta cuartos de final.

#### Goles internacionales
| N.º | Fecha               | Sede                                                         | Rival                    | Marcador | Resultado | Competición                               |
| --- | ------------------- | ------------------------------------------------------------ | ------------------------ | -------- | --------- | ----------------------------------------- |
| 1   | 21 de julio de 2018 | Estadio Moderno Julio Torres, Barranquilla, Colombia         | Bandera de Venezuela     | 3–0      | 3–2       | Juegos Centroamericanos y del Caribe 2018 |
| 2   | 16 de mayo de 2019  | Centro deportivo de la Universidad de Chile, Santiago, Chile | Bandera de Chile         | 2–0      | 2–0       | Amistoso internacional                    |
| 3   | 28 de julio de 2024 | Parc Olympique Lyonnais, Lyon, Francia                       | Bandera de Nueva Zelanda | 0–1      | 0-2       | Juegos Olímpicos de 2024                  |

### Clubes
La jugadora ha jugado en diferentes clubes en países como Brasil, España, Colombia y México.
En el 2023 participa con el Club Atlético Nacional Femenino en la Copa Libertadores Femenino, que se disputó en Colombia.
| Club                    | País     | Año         |
| ----------------------- | -------- | ----------- |
| Vitória das Tabocas     | Brasil   | 2014        |
| Generaciones Palmiranas | Colombia | 2015 - 2016 |
| Cortuluá                | Colombia | 2017 - 2018 |
| Atlético Huila          | Colombia | 2019        |
| CD Collerense           | España   | 2020        |
| Real Sporting de Gijón  | España   | 2021 - 2022 |
| DUX Logroño             | España   | 2022-2023   |
| Atlético Nacional       | Colombia | 2023-2024   |
| Monterrey               | México   | 2024-2025   |

## Palmarés

### Torneos internacionales
| Título               | Equipo                         | Sede | Año  |
| -------------------- | ------------------------------ | ---- | ---- |
| Juegos Panamericanos | Selección femenina de Colombia | Perú | 2019 |